# Prokaryoten

Schematische Darstellung eines prokaryotischen einzelligen Lebewesens. Flagellen von Prokaryoten haben die Form einer Wendel. Das Flagellum ist hier nicht realistisch dargestellt.

Prokaryoten (Prokaryota), auch Prokaryonten (Prokaryonta), bezeichnet zelluläre Lebewesen, die keinen Zellkern besitzen. Ihr Zelltyp wird als Protocyte bezeichnet. Bakterien und Archaeen sind Prokaryoten.
Der Ausdruck (von altgriechisch πρό pro ‚vor‘ und κάρυον karyon ‚Nuss‘, ‚Kern‘) bezieht sich auf die Kernlosigkeit. Die Bezeichnung Prokarya wird seltener verwendet, der Name Monera ist veraltet.
Die Einteilung von Lebewesen in Prokaryoten und Eukaryoten wurde erstmals von Edouard Chatton 1925 für einzellige Lebensformen deutlich herausgestellt bei der Unterscheidung von Protisten. Die neuere Einteilung der zellulären Lebewesen in drei Domänen entspricht der Aufteilung der Prokaryoten in die zwei Domänen Bakterien und Archaeen. Die dritte Domäne sind die Eukaryoten.

## Merkmale im Vergleich zu Eukaryoten

### DNA

Vergleich einer prokaryotischen Zelle (rechts) mit einer eukaryotischen Zelle (links). Der prokaryotischen Zelle fehlen ein durch eine Membran abgegrenzter Zellkern sowie einige weitere Organellen, die nur die Eukaryoten besitzen.

Eukaryoten besitzen in ihren Zellen (Eucyten) einen „echten“, durch eine Doppelmembran vom umgebenden Zytoplasma abgegrenzten Zellkern, in dem sich die DNA in Chromatin organisiert befindet. In prokaryotischen Zellen (Protocyten) befindet sich die DNA dagegen frei im Zytoplasma.
- Meist besteht die DNA der Prokaryoten aus einem einzelnen doppelsträngigen, dicht strukturierten Molekül, das in sich geschlossen ist, also keine Enden besitzt und als Bakterienchromosom bezeichnet wird. Das DNA-Molekül ist in einem kleinen Areal angeordnet, das deshalb auch als Kernäquivalent oder Nucleoid bezeichnet wird. Außer bei bestimmten Archaeen (Euryarchaeota und Proteoarchaeota) ist die DNA nicht mit Histonproteinen assoziiert, wie das bei der Kern-DNA in den Chromosomen bei eukaryotischen Organismen der Fall ist. Bei Escherichia coli und anderen daraufhin untersuchten Bakterien ist der DNA-Doppelstrang ein etwa 1 mm langes, in sich geschlossenes Molekül, man spricht deshalb von einer Ring-DNA.
- Nur manche Prokaryoten enthalten lineare, also mit zwei Enden versehene DNA-Doppelstränge (z. B. Borrelien).
- Bei manchen Bakterien kommen außerdem noch kleinere doppelsträngige, geschlossene oder lineare DNA-Moleküle vor, die als Plasmide bezeichnet werden.[3]

Auch die Polymerasen liegen frei im Zytoplasma. Bei der Proteinbiosynthese finden Transkription und Translation im Zytoplasma statt.

### Ribosomen
Prokaryoten besitzen im Vergleich zu den Eukaryoten kleinere Ribosomen: 70 S-Ribosomen (bei Eukaryoten: 80 S-Ribosomen).

### Organellen
Prokaryoten enthalten im Gegensatz zu Eukaryoten keine membranbegrenzten Organellen, wie Plastiden und Mitochondrien, und auch keine Dictyosomen, Zentriolen und mitotischen Spindeln. Ebenso besitzen sie keine Vakuolen und kein Endoplasmatisches Retikulum (ER).

## Weitere Eigenschaften

### Größe und Komplexität
Die Größe von Prokaryoten (bei länglichen der Durchmesser) liegt zwischen 0,2 und 700 µm (Thiomargarita namibiensis etwa 700 µm).
Die Formen sind nicht sehr komplex, außer bei Myxobakterien. Der Aufbau der Zellhüllen ist dagegen komplex, teilweise mit einer zweiten Zellmembran. Nur in den Zellwänden von Bakterienzellen findet sich Murein (eine aus Zuckern und Aminosäuren zusammengesetzte Verbindung).

### Stoffwechsel und Physiologie
Bei den Prokaryoten haben sich vielfältige Formen des Stoffwechsels entwickelt: Energiegewinn durch Atmung, Gärung, Phototrophie, Chemotrophie, Organotrophie, Lithotrophie.
| Anoxygene Photosynthese | vorhanden |
| Oxygene Photosynthese   | vorhanden |
| Aerobe Atmung           | vorhanden |
| Gärung                  | vorhanden |
| Anaerobe Atmung         | vorhanden |
| Stickstoff-Fixierung    | vorhanden |
| Chemolithotrophie       | vorhanden |
Die physiologische Vielfalt ist sehr hoch. Einige Prokaryoten sind unter extremen Bedingungen lebensfähig: Temperaturbereich bis über 100 °C; oxisches oder anoxisches Milieu; saures Milieu (pH-Wert 1–4); hohe hydrostatische Drücke (1000 bar).
Die Vermehrung findet als einfache ungeschlechtliche Vermehrung statt, meistens durch Zweiteilung.

## Erfassung der Prokaryoten-Arten

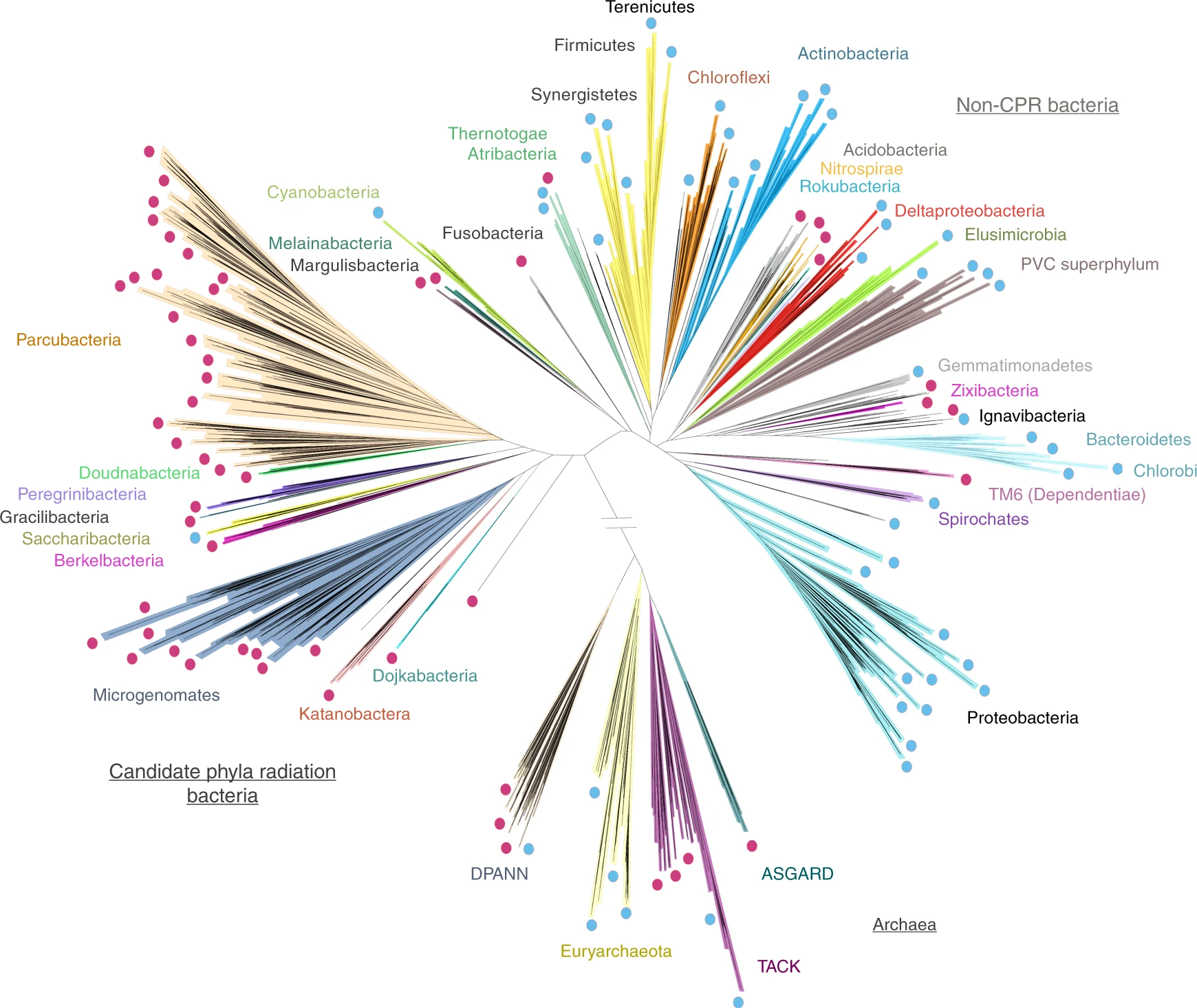
Phylogenetischer Baum der Prokaryoten: Archaeen (Mitte unten) und Bakterien (Rest), berechnet nach einem Maximum-Likelihood-Algorithmus. Die Eukaryoten entspringen vermutlich den Asgard-Archaeen unten rechts.

Über die Anzahl aller Prokaryoten-Arten gibt es sehr unterschiedliche Meinungen: Einige nehmen an, dass nur etwa 1 % der Prokaryoten-Arten (taxonomisch unterscheidbare Typen) entdeckt und beschrieben worden sind, etwa 99 % seien noch unbekannt. Andere schätzen die Anzahl der auf der Erde vorhandenen Prokaryoten-Arten auf 108 bis 1017, was nur einem Bruchteil eines Prozents bekannter Arten gleichkäme. Tatsache ist jedoch, dass jährlich etwa 500 bis 800 Prokaryoten-Arten neu entdeckt und beschrieben werden.
Der jeweilige Typstamm (der kultivierte Prokaryoten-Stamm, der der Neubeschreibung zugrunde lag) muss jeweils in mindestens zwei Stammsammlungen hinterlegt und damit für andere Wissenschaftler zugänglich gemacht werden. In Deutschland ist das bei der Deutschen Sammlung von Mikroorganismen und Zellkulturen GmbH (DSMZ) möglich, in Frankreich beim Institut Pasteur, in Belgien bei der BCCM (Belgian coordinated collections of microorganisms).
Der Grund dafür, dass bisher nur ein so geringer Anteil an Arten erfasst wurde, liegt darin, dass traditionell die Organismen anhand einer Kultur beschrieben werden, dass aber bisher nur für einen kleinen Teil der Prokaryoten-Arten Kulturmethoden bekannt sind.
Dazu kommt noch, dass viele dieser Mikroorganismen ein sehr langsames Wachstum zeigen mit einer viel kleineren Reproduktionsrate als etwa der Modellorganismus Escherichia coli, und wegen Syntrophie oft nur zusammen mit anderen Mikroorganismen in einer Anreicherungskultur co-kultivierbar sind. Es kann dann etliche Jahre dauern, bis erste Ergebnisse vorliegen.
Jedoch können aus Habitaten die Nukleinsäuren der darin befindlichen Prokaryoten gewonnen, sequenziert und charakterisiert werden (Metagenomik). Anhand der so gewonnenen Daten lässt sich die darin befindliche Prokaryoten-Gesellschaft charakterisieren und die Anzahl der darin enthaltenen Arten abgeschätzen. Aus den Ergebnissen dieser Untersuchungen im Vergleich mit den Ergebnissen kultureller Untersuchungen schließt man auf einen sehr großen Anteil bisher nicht kultivierbarer Prokaryoten-Arten in den Prokaryoten-Gesellschaften natürlicher Habitate (siehe mikrobielle Dunkle Materie). Eine Taxonomie der Prokaryoten unter Einbeziehung dieser kulturunabhängigen Daten wird beispielsweise in der Genome Taxonomy Database (GTDB) versucht.
Viele Habitate sind außerdem kaum zugänglich für Untersuchungen: Prokaryoten wurden nachgewiesen in bis zu 77 km Höhe in der Atmosphäre und bis zu 4 km tief in der Erdkruste, also weit unterhalb des Erdbodens. Dabei leben mehr als die Hälfte aller Prokaryoten im Bereich zwischen 10 und 100 m Tiefe im Boden (auch unterseeisch), wobei schon diese Tiefe schwer zugänglich ist.

## Gesamtmenge und Verteilung auf der Erde
Die Menge der Prokaryoten auf der Erde kann nur anhand einer Vielzahl von Daten zu verschiedenen Lebensbereichen der Erde geschätzt werden. Nach Whitman et al. (1998) soll es 4 – 6 · 1030 Prokaryotenzellen auf der Erde geben, die 3,5 – 5,5 · 1017 g Kohlenstoff, 0,85 – 1,3 · 1017 g Stickstoff und 0,09 – 0,14 · 1017 g Phosphor enthalten. Zum Vergleich: Der Kohlenstoffgehalt aller Pflanzen auf der Erde beträgt das 1,0 bis 1,7-fache, deren Stickstoff- und Phosphorgehalt nur etwa ein Zehntel. Die Anzahl der Prokaryotenzellen verteilt sich auf vier große Lebensbereiche der Erde wie in der Tabelle angegeben.
| Lebensraum                                                                | Anzahl Prokaryoten-Zellen |
| ------------------------------------------------------------------------- | ------------------------- |
| Gewässer und Gewässersedimente bis 10 cm unterhalb der Sedimentoberfläche | 0,12 · 1030               |
| Ozeansedimente tiefer als 10 cm unterhalb der Sedimentoberfläche          | 3,5 · 1030                |
| terrestrischer Bereich bis 8 m unter der Erdoberfläche                    | 0,26 · 1030               |
| terrestrischer Untergrund tiefer als 8 m unterhalb der Erdoberfläche      | 0,25 – 2,5 · 1030         |
| Summe gesamte Erde                                                        | 4 – 6 · 1030              |

Die Anzahl an Prokaryoten in Tieren, an Pflanzen, im Polareis und in der Atmosphäre ist so gering, dass sie für die Gesamtzahl auf der Erde vernachlässigt werden kann. Der weitaus größte Teil der Prokaryoten befindet sich also im aquatischen und terrestrischen Untergrund.
Man schätzt, dass je Jahr etwa 1,7 · 1030 Zellen neu gebildet werden. Dieser Wert erscheint im Hinblick auf die Gesamtzahl der Zellen gering, er ist dadurch zu erklären, dass in terrestrischen Tiefen die „turnover“-Zeit auf 1000–2000 Jahre geschätzt wird.
Da die Trockenmasse von Prokaryoten im Mittel etwa 50 % Kohlenstoff enthält, kann man annehmen, dass den 3,5 – 5,5 · 1017 g Kohlenstoff der gesamten Prokaryoten etwa 7 – 11 · 1017 g Trockenmasse entspricht. Bei einem Wassergehalt von Mikroorganismen von etwa 80 % ergibt sich daraus eine Gesamtmasse an Prokaryoten von 3,5 – 5,5 · 1018 g (3,5 – 5,5 Billionen Tonnen).
Die Prokaryoten sind die frühesten nachgewiesenen zellulären Lebewesen der Evolutionsgeschichte. Die Untersuchung von Prokaryoten in Gewässern und in der Erde einschließlich der See- und Meeresböden gehört zu den Forschungsgebieten der Geobiologie und der Geomikrobiologie.